# Munida angulata
Munida angulata är en kräftdjursart som beskrevs av James Everard Benedict 1902. Munida angulata ingår i släktet Munida och familjen trollhumrar. Inga underarter finns listade i Catalogue of Life.